# Alexander Rüdiger

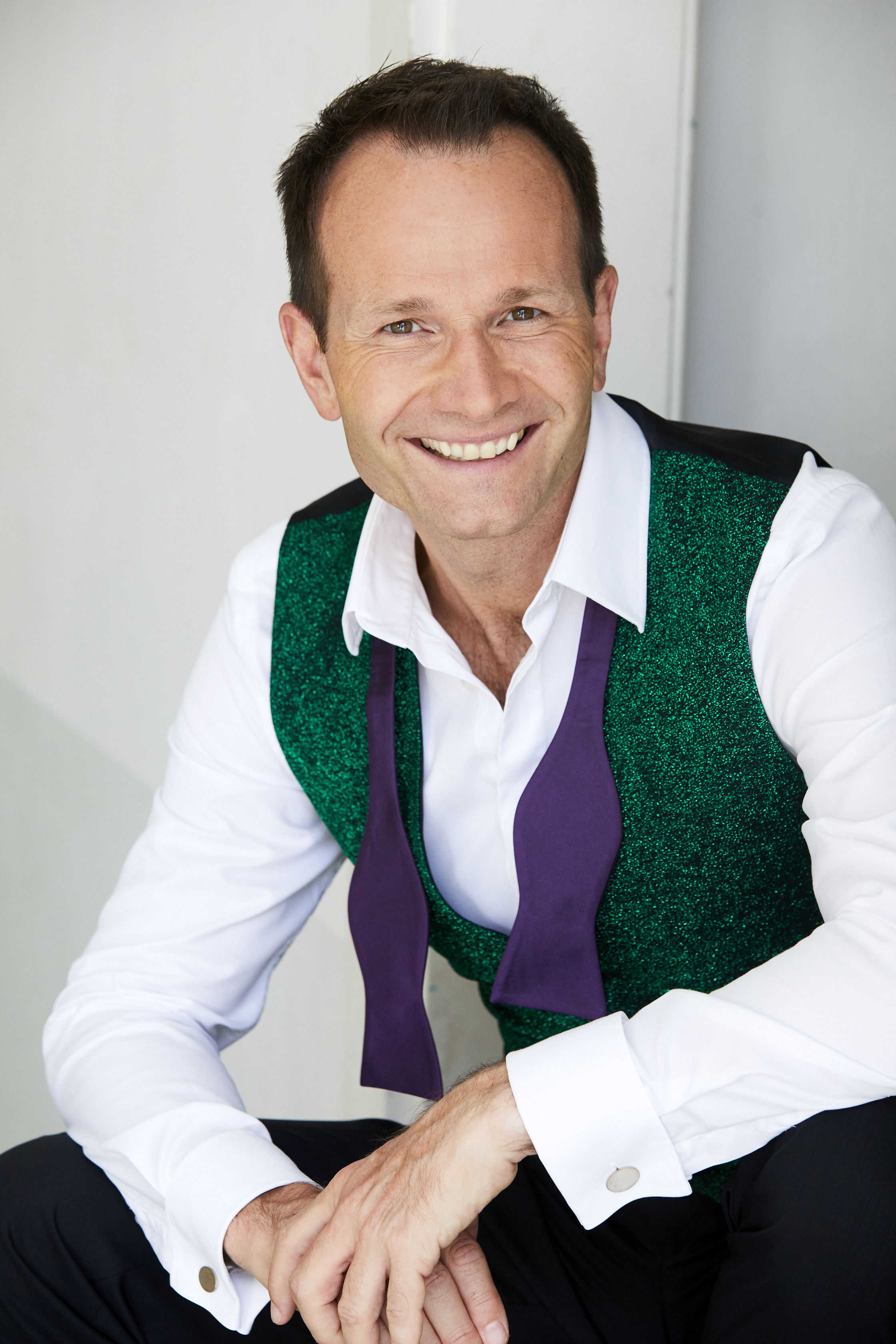
Alexander J. Rüdiger (2019)

Alexander J. Rüdiger (* 17. Oktober 1969 in Wien) ist ein österreichischer Fernsehmoderator, Sprecher, Produzent, Autor und Unternehmer. Bekannt wurde er einem größeren Publikum durch die TV-Show Money Maker im ORF. Seit 2013 tritt er öffentlich auch im Bereich des Extremmarathonlaufens und des Pilgerns in Erscheinung, wanderte etwa 6000 Kilometer auf zum Jakobsweg gehörenden Pilgerwegen, worüber er Vorträge hält. Als Weitwanderer ist er seit 2022 als Präsentator der Reihe Land der Berge (ORF III) in Österreich auf Tour. Er besitzt ein Consultingunternehmen in Wien.

## Leben
Alexander Rüdiger ist Sohn einer Prager Zahntechnikerin und eines Wiener Baumeisters. Er wuchs auf in Ebenthal (Niederösterreich). Nach dem Tod seines politisch engagierten Vaters zog der Zwölfjährige mit seiner Mutter nach Wien. 1988 heiratete Rüdiger Brigitte Prethaler, die 1989 Missis Vienna wurde. Die Ehe wurde nach 13 Jahren geschieden.
2015 stieg Rüdiger als Teilhaber in die Unternehmensgruppe Cateringkultur ein und war maßgeblich am Zukauf des Schloss Concordia (später Concordia Schlössl) verantwortlich. Nach Differenzen unter den Teilhabern verließ Rüdiger die Unternehmensgruppe nach kurzer Zeit wieder.
Am 24. August 2019 sorgte die Kronen Zeitung mit einer Titelgeschichte über Rüdiger für Aufsehen, wonach dieser vor dem Bankrott gestanden hätte. Ein abgesagter großer Laufsportevent im November 2018 im Wiener Prater, den Rüdiger im Auftrag des ungarischen Networkunternehmens Lavylites als Hauptverantwortlicher vorfinanzierte, sei mit offenen Rechnungen in Höhe von 150.000 Euro verbunden gewesen. 2022 hat Rüdiger auf weitere „Streitereien vor Gericht mit Ungarn“ verzichtet und somit auf die in der Zwischenzeit aufgelaufene Summe von 200.000 Euro. Darüber hinaus hat er sämtliche Rechnungen, die im Zuge des geplanten „viennamorningrun“ entstanden sind, aus eigener Tasche bezahlt und wurde wieder schuldenfrei.
Rüdiger lebt in Wien. Im Jänner 2020 machte er seine durch eine Holzschutzmittelvergiftung hervorgerufene Parkinson-Diagnose öffentlich. Rüdigers Elternhaus war mit einer gesundheitsschädigenden Holzschutzlasur belastet.

## Medienkarriere
1992 bewarb sich Rüdiger für die von Rudi Carrell konzipierten Castingshow Showmaster und erhielt als Drittplatzierter die RTL Showmastertrophäe. Ab 1994 moderierte er im ORF-Landesstudio Niederösterreich zahlreiche Hörfunksendungen. Ferner arbeitete er als Warm-Upper für den ORF und die RTL-Produktion von Ilona Christen. Von 2001 bis 2006 war Rüdiger im Werbefenster von ORF, Puls TV, Sat.1, ProSieben, Kabel eins und DSF das TV Gesicht für den Teleshop Betreiber Media Shop, dessen Österreich-Niederlassung er auch leitete. Zudem moderierte er die TV-Reisesendung Urlaubsreif.
Von 2002 bis 2003 präsentierte er die Ziehung der Lottozahlen 6 aus 45 im ORF-2-Programm. Von 2007 bis 2019 war Rüdiger Showmaster der TV-Produktion Money Maker.
Im Jahr 2022 war Rüdiger erstmals als TV-Weitwanderer für die ORF-III-Produktion Land der Berge als Präsentator unterwegs. Er ist Markenbotschafter mehrerer Unternehmen, er moderiert Veranstaltungen und hält Vorträge, die sich inhaltlich unter anderem mit den Themen Abenteuer, Motivation, Leidenschaft und Zielsetzung befassen.

## Pilger, Ausdauer- und Extremsport
2005 begann Rüdiger mit dem Pilgern und war seitdem auf allen großen Jakobsweg-Zubringern nach Santiago de Compostela unterwegs. Als Extremmarathonläufer nahm er an internationalen Wettbewerben teil, so 2013 und 2018 am Nordpolmarathon und 2013 in der Atacamawüste am ersten Vulkan-Marathon der Welt, den er 2018 auch mit dem 2. Platz beendete. Beim Everest-Marathon 2019, der im Mai im Distrikt Solukhumbu, Nepal, in der Nähe des Mount Everest stattfand und mit seinem Startpunkt auf 5365 m über dem Meeresspiegel als eines der höchsten und härtesten Rennen der Welt gilt, erreichte Rüdiger den 4. Internationalen Wertungsplatz. In Österreich wurde Rüdiger danach wegen massiver Dehydratation sofort ins Spital eingeliefert. Rüdiger nahm auch zweimal am Nordpolmarathon und dem ersten sogenannten Vulkanmarathon der Welt in der Atacama-Wüste teil.

## Moderierte Sendungen
- 1992: RTL-Showmaster
- 1996: Happy End-Castingtour (ORF)
- 1994: Frühschoppen (Radio Niederösterreich)
- 1994: Die blau-gelbe Musikantenparade (ORF)
- 1994: Sie wünschen wir spielen (Radio Niederösterreich)
- 1994–1995: Den blau-gelben Musikantenstammtisch (Radio Niederösterreich)
- 2001–2006: TV Media Shop (u. a. Sat.1, Kabel eins, ProSieben, RTL II)
- 2002–2003: Lotto „6 aus 45“ Live (ORF)
- 2005: Urlaubsreif (u. a. Sat.1, Kabel eins, ProSieben, RTL II)
- 2007–2019: Money Maker (ORF 2)
- 2022 & 2023: Land der Berge, Nordroute des Weitwanderweges „Vom Gletscher zum Wein“ vom Dachstein nach Bad Radkersburg. (ORF III)
- 2023 & 2024: Land der Berge, Bergpilgerweg „Hoch & Heilig“ in Osttirol, Südtirol und Oberkärnten (ORF III)
- 2024: Land der Berge, Vom Sonnenberg zum Goldberg – Wandern auf der Ost-Route am Bernstein-Trail (ORF III)[12][13]

## Extrem-Marathonläufe (Auswahl)
- 2013: 6. Platz Nordpol-Marathon in 5:24:48 / Arktis-Nordpol / Arktis
- 2013: 3. Platz Vulkan-Marathon in 4:47:49 / Atacama-Wüste Chile / Südamerika[14]
- 2014: 9. Platz Intern. Great Wall Marathon in 4:06:16 / China / Asien
- 2018: 3. Platz Intern. Egyptian Marathon in 3:14:13 / Luxor Ägypten / Afrika[15]
- 2018: 5. Platz Nordpol-Marathon in 5:24:56 / Arktis-Nordpol / Arktis[15]
- 2018: 2. Platz Vulkan-Marathon in 4:53:22 / Atacama-Wüste Chile / Südamerika[16]
- 2018: 3. Platz Antarktis Ice Marathon in 4:31:57 / Antarktis / Antarktika[10]
- 2019: 4. Intern. Wertungsplatz Tenzing Hillary Everest Marathon in 6:42:24 / Nepal[17]

## Berge
- 2008/2009: Kilimandscharo 5.895 m / Afrika
- 2010: Artos 3.537 m und Ararat 5.137 m / Türkei
- 2011: Mont Blanc 4.810 m / Frankreich
- 2013: Trollsteinen 848 m / Spitzbergen, Norwegen
- 2013: Cerro Pili 6046 m / Nord-Chile
- 2019: Chhukung Südgipfel 5405 m, Chhukung Ri 5550 m, Kala Patthar 5545 m, Everest Base Camp 5364 m / Nepal

## Pilgerwege-Weitwandern
- 2005: Camino de la Costa 510 km (Camino del Norte) und Camino Primitivo 321 km
- 2008: Camino del Norte 850 km
- 2009: Camino del Norte 850 km / Camino Finisterre/Muxia 131 km / Wiener Wallfahrerweg nach Mariazell 110 km
- 2010: Camino Frances 800 km / Camino Finisterre/Muxia 131 km
- 2011: Jakobsweg quer durch Österreich 650 km
- 2012: Caminho Portugues 240 km / Camino Finisterre/Muxia 131 km
- 2013: Via de la Plata 1000 km / Camino Finisterre/Muxia 131 km / Via Sacra nach Mariazell 122 km
- 2015: Küstenweg Caminho Portugues 240 km / Camino Finisterre/Muxia 131 km
- 2018: Jakobsweg Weststeiermark von Thal/Stm nach Lavamünd/Ktn 151.8 km
- 2019: Jakobsweg Weinviertel von Mikulov/CS nach Mautern an der Donau 162 km
- 2020: Wiener Wahlfahrerweg nach Mariazell 110 km / Jakobswege Carnuntum, Burgenland & Wien 152 km
- 2023: 24h Stunden Burgenland Extrem Tour rund um den Neusiedlersee 120 km / Küstenweg Caminho Portugues und Camino Espiritual 280 km
- 2024: Bernstein-Trail Ostroute von Hornstein zum römisches Stadtviertel in Carnuntum bis zu den römischen Hügelgräbern in St. Martin an der Raab 370 km

## Auszeichnungen
- 1992: RTL Showmastertrophäe
- 2014: 5. Gesamtplatz beim Laufranking Austria (1. Platz bei den über 45-jährigen Athleten)
- 2017: Paulus-Plakette vom Bistum Münster als Botschafter und Kämpfer für das Gute
- 2019: Nominierung zum „Sportler des Jahres 2018“ Bezirks Blätter / NÖ[18]
- 2020: Goldenes Verdienstzeichen der Republik Österreich

## Produktionen / Werke
- 1992: La Luna (Single)
- 2009: Es rieselt Geld (CD) Song zur TV Show „Money Maker“ mit verschiedenen Versionen, auch im Duett mit der Schlagersängerin Jazz Gitti. Label: ARC
- 2010: Es rieselt Geld (CD), „Feen-Version“ des Geldscheffelsongs. Label: ARC
- 2010: Schifliegerhits (CD). Label: Agenda (Hoanzl)
- 2010: Mehr Power fürs Leben – Lebensenergie ist machbar, (CD/DVD) mit Ex-Radrennprofi Harald Maier. Label: ARC
- 2010: More Power to life (CD/DVD), Englische Ausgabe von „Supply your body with what it needs most“. Label: ARC
- 2011: So denken Sieger (CD), Mentaltraining mit Harald Maier. Label: ARC
- 2011: Buen Camino-Chillout (DVD). Label-Kooperation: Sheeptracks Records und ARC
- 2013: noch mehr Power fürs Leben 2. Auflage – neues Programm mit Harald Maier. Label: ARC
- 2018: Sprenge Deine Ängste, Hörbuch mit Harald Maier. Label: ARC
- 2018: Love your passion – Liebe Deine Leidenschaft, Hörbuch mit Noel Turner. Label: ARC
- 2022: Glücksbringer to go. 1. Etappe, Hörbuch im ARC Verlag, ISBN 978-3-98762-307-3[19]
- 2022: Glücksbringer to go. 2. Etappe, Hörbuch im ARC Verlag, ISBN 978-3-98762-336-3
- 2022: Glücksbringer to go. 3. Etappe, Hörbuch im ARC Verlag, ISBN 978-3-98646-031-0
- 2022: Glücksbringer to go. 4. Etappe, Hörbuch im ARC Verlag, ISBN 978-3-98762-462-9

## Bücher
- 2019: Taxi1710: Schnell, das Baby kommt! Roman. egoth-Verlag, ISBN 978-3-903183-48-3; auch als Hörbuch, gesprochen von Alexander Rüdiger, ebenda 2021, ISBN 978-3-903183-96-4.[20]
- 2022: Der beste verarschte Papa der Welt! Roman. egoth-Verlag. Broschur ISBN 978-3-903376-93-9, E-Book ISBN 978-3-903376-94-6.
- 2023: Taxi1710 – Sind sie frei? 2. überarbeitete und erweiterte Auflage. Roman. egoth-Verlag. Broschur ISBN 978-3-903183-48-3; Hörbuch von Alexander J. Rüdiger, ISBN 978-3-903183-96-4.

## Filme
- 1998: Opernball österreichischer Politthriller. (Der Nachrichtenmoderator)
- 2016–2017: My Jurassic Place österreichisch-amerikanischer Science-Fiction-Abenteuer-Dinosaurierfilm. (Paläontologe Scott McKenzie)